# Lüsen (Lüchow)
Lüsen ist ein Ortsteil der Stadt Lüchow (Wendland) im niedersächsischen Landkreis Lüchow-Dannenberg. Das Dorf liegt zwei Kilometer nordwestlich vom Kernbereich von Lüchow und östlich der B 248.

## Geschichte
Am 1. Juli 1972 wurde Lüsen in die Kreisstadt Lüchow eingegliedert.

## Baudenkmale
Als Baudenkmale sind ausgewiesen:
- eine Hofanlage (Lüsen Nr. 18: eine typische Hofanlage des Wendlandes mit Vierständerhaus und Ziegelfachwerkscheune, die nach einem Brand im Jahr 1848 wieder aufgebaut wurde)
- vier Wohn- und Wirtschaftsgebäude (Lüsen Nr. 9, Nr. 18, Nr. 22 und Nr. 23: Vierständerhäuser, die nach einem Großbrand im Jahr 1829 wieder aufgebaut wurden)
- eine Scheune (Lüsen Nr. 20: eine Längsscheune, die nach einem Großbrand im Jahr 1829 wieder aufgebaut wurde)